# آلوارو کارراس
آلوارو فرناندز (انگلیسی: Álvaro Fernández؛ زادهٔ ۲۳ مارس ۲۰۰۳) بازیکن فوتبال اهل اسپانیا است که برای باشگاه فوتبال رئال مادرید بازی می‌کند.
وی همچنین در تیم ملی فوتبال زیر ۱۹ سال اسپانیا بازی کرده‌است.